# Das Tirol Panorama
Das Tirol Panorama ist ein Museum in Innsbruck, das vor allem als Standort des Innsbrucker Riesenrundgemäldes Bedeutung hat. Es ist gemeinsam mit dem Tiroler Kaiserjägermuseum, mit dem es unterirdisch verbunden ist, unter der Bezeichnung Tirol Panorama mit Kaiserjägermuseum eines der fünf Häuser der Tiroler Landesmuseen.

## Lage und Erreichbarkeit
Das Tirol Panorama mit Kaiserjägermuseum liegt am Bergisel im Süden der Stadt. Mit den IVB-Linien Sightseer TS, Linie 1 und 6, sowie Stubaitalbahn STB und Stubaitalbus 590 ist das Museum öffentlich erreichbar. Eine weitere Verbesserung der Erreichbarkeit – eine weitere Zubringerlinie für die Anrainer am Bergisel – ist geplant.

## Ausstellung

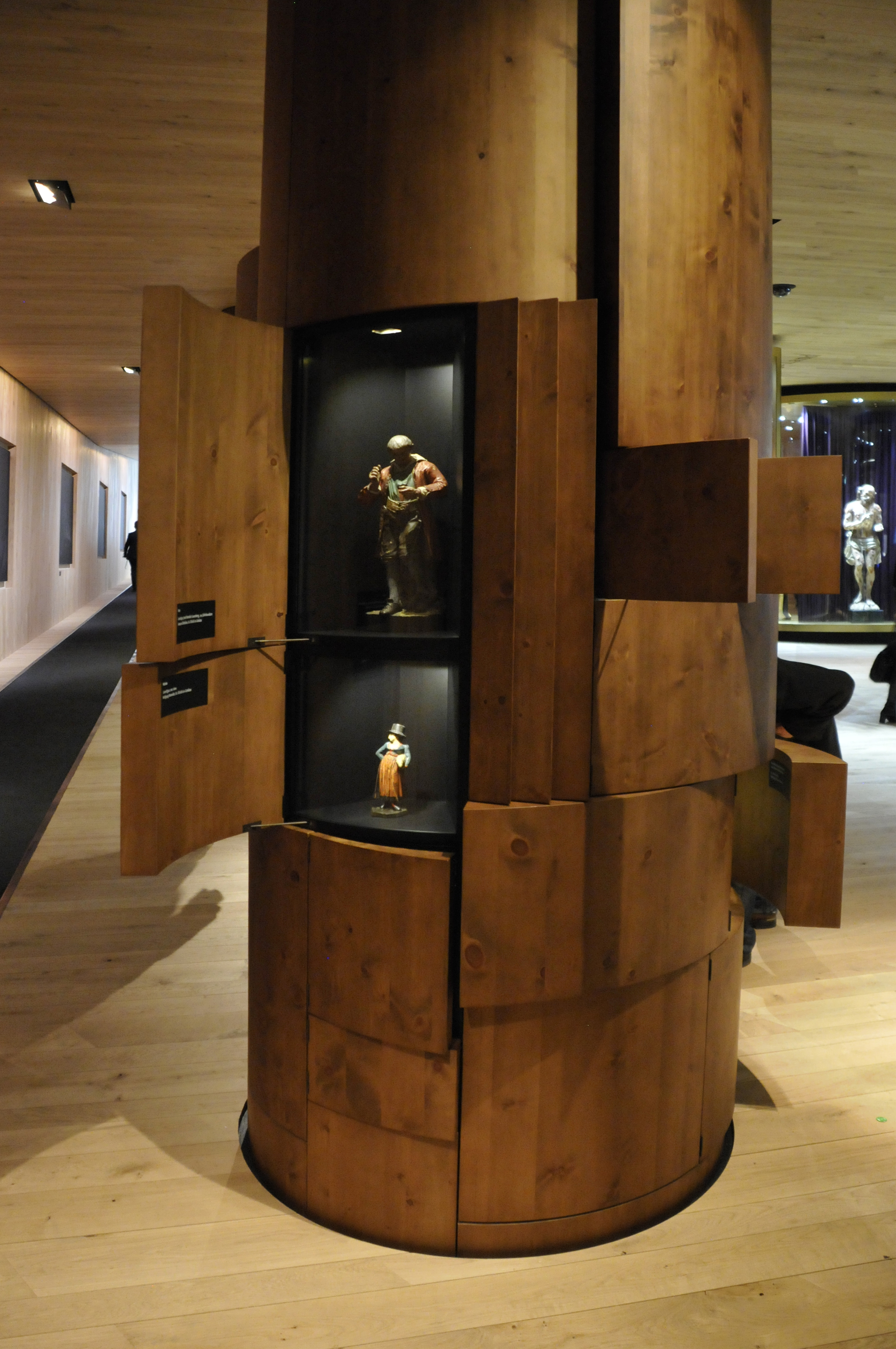
Exponate im Museum

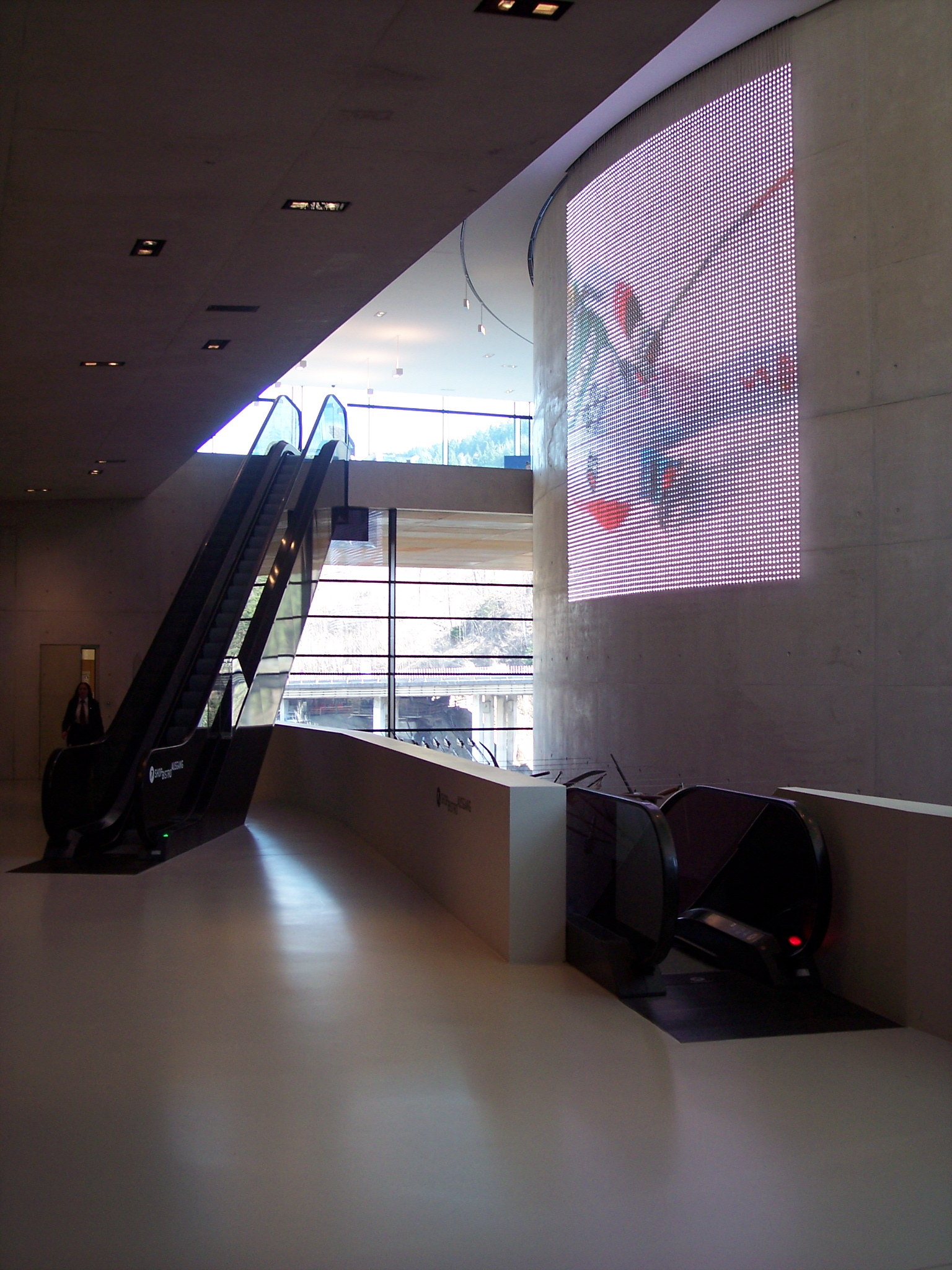
Innenansicht mit Rotunde des Gemäldes außen

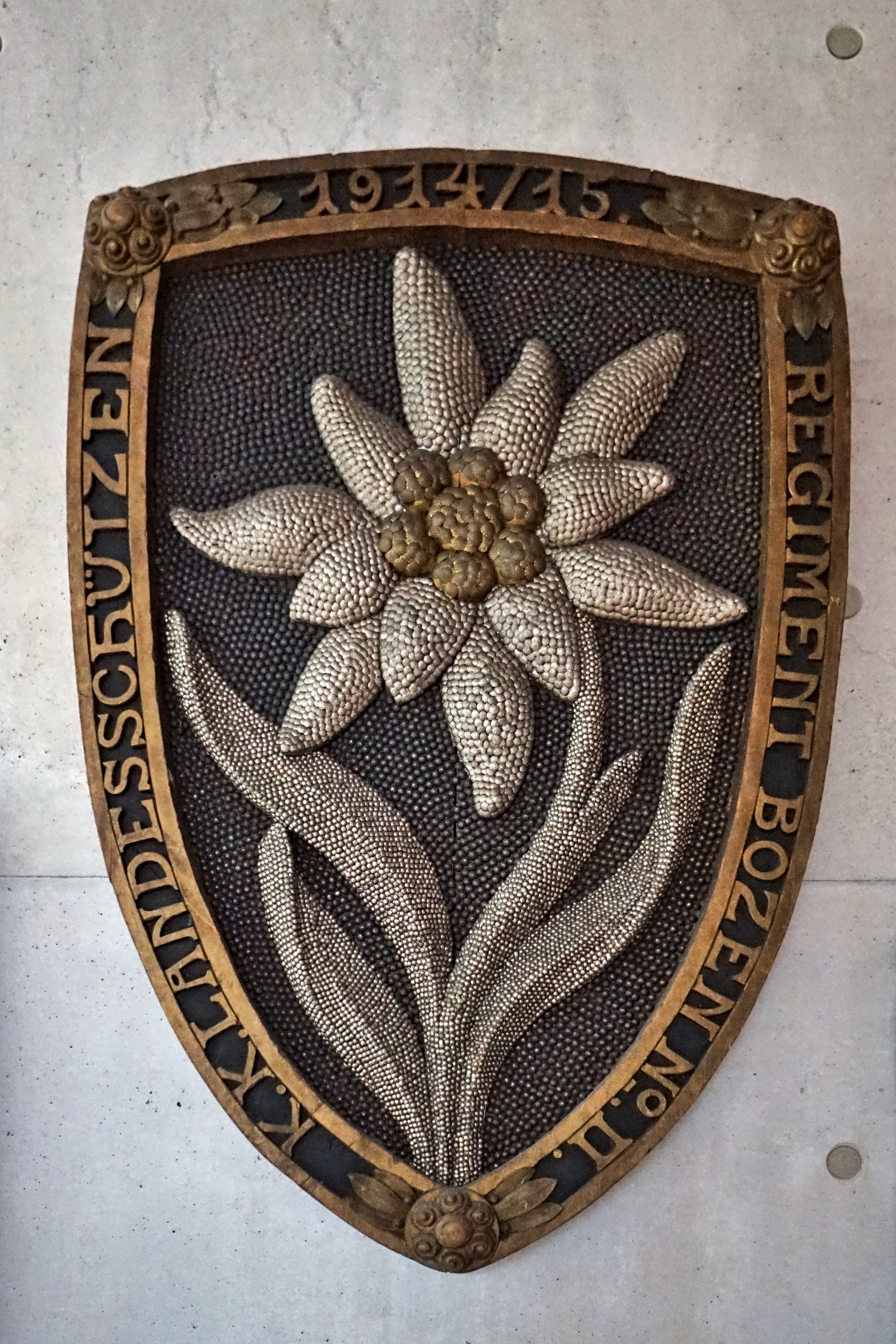
Der im „Tirol Panorama“ ausgestellte, von Adolph Johannes Fischer 1915 geschaffene Wehrschild „Eisernes Edelweiß“

Das Innsbrucker Riesenrundgemälde, das dorthin im September 2010 transferiert wurde, gilt als Hauptexponat des Museums. Dieses Panoramabild von Michael Zeno Diemer zeigt auf 1000 Quadratmetern Leinwand die dritte Schlacht am Bergisel am 13. August 1809, die in der Umgebung des neuen Standorts des Gemäldes stattfand.
Nach der Besichtigung des Panoramas werden die Besucher durch die die Dauerausstellung „Schauplatz Tirol“ geführt, die unterirdisch zum Kaiserjägermuseum überleitet, womit das Konzept eines „Museums im Museum“ verfolgt wird.
In der Ausstellung „Schauplatz Tirol“ wird mit den Themen „Religion“, „Natur“, „Politik“ und „Mensch“ der „Mythos Tirol“ anhand von den Ausstellungsstücken erklärt. Der Ausstellungsbereich ist auch optisch in die vier Themenbereiche gegliedert. Die „Natur“ präsentiert sich in einer über 40 Meter langen Vitrine in der unter anderem, eine Seilbahngondel (der alten Muttereralmbahn), ausgestopfte Tiere wie ein Bär, Luchs oder ein Biber ausgestellt werden. Die „Politik“ befindet sich in der Mitte des Raumes, wo zum Beispiel der Pferdekopf des sogenannten „Aluminium-Duce“ Denkmals in Bozen oder auch das wertvolle Landlibell Kaiser Maximilians I aus dem Jahr 1511 befindet. In interaktiven „Baumstämmen“ werden der „Mensch“ oder die „Tiroler Typen“ gezeigt, hier findet sich zum Beispiel auch die Pfeife des Alt-Landeshauptmannes Eduard Wallnöfer oder ein Selbstporträt der Malerin Anna Stainer-Knittel. Die Ausstellungsstücke zur „Religion“ sind in großen Glasvitrinen im hinteren Bereich, vor dem Aufgang zum Kaiserjägermuseum, untergebracht. Hier werden unter anderem eine barocke Kanzel oder Freskoentwürfe zur Theresienkirche von Max Weiler gezeigt.
Weilers Wandbild „Erzherzog Ferdinand II. und Philippine Welser auf Schloss Ambras“ wurde am 21. Februar 2011 zum Tirol Panorama transportiert, wo es im Restaurant aufgehängt ist. Von 1953 bis 2000 hing das Gemälde im Speisesaal des ehemaligen Hotel Tyrol in Innsbruck. Das Bild wiegt eine Tonne, ist 28 Quadratmeter groß und war in 24 Einzelteile zerlegt.

## Geschichte und Kontroversen
Das Museum sollte auf Initiative des ehemaligen Landeshauptmanns von Tirol, Herwig van Staa, ursprünglich bereits im Jahr 2009 zum 200-Jahr-Jubiläum der Schlacht am Bergisel eröffnet werden. Die Baukosten waren mit sechs Millionen Euro veranschlagt, wurden aber mit über 25 Millionen Euro deutlich überschritten. Die Eröffnung erfolgte am 12. März 2011 im Rahmen eines großen Festes. An der Eröffnung nahmen 6500 Personen teil. Dabei kam es zu einem von alternativen Kreisen initiierten Flash Mob, um auf vermeintlich fehlende Kulturförderungen des Landes Tirol aufmerksam zu machen. Die Erstbilanz für das Tirol Panorama fiel positiv aus: In nur 2,5 Monaten kamen schon 50.000 Besucher. Auch viele der Kritiker der Translozierung des Rundgemäldes änderten ihre Meinung und sind jetzt vom neuen Standort überzeugt.
Die Übersiedlung des Riesenrundgemäldes war bereits zuvor unter anderem vom Bundesdenkmalamt und dem International Panorama Council als konservatorisch und vom Standpunkt des Ensembleschutzes unvertretbar kritisiert worden. Das Bundesministerium für Unterricht, Kunst und Kultur beurteilte hingegen seiner Entscheidung in zweiter Instanz die Translozierung des Riesenrundgemäldes in das Tirol Panorama als konservatorisch bessere Lösung. Teile der Ausstellung wurden von manchen Kritikern als beliebige Ansammlung von Exponaten und Sammelsurium bezeichnet. Außerdem waren auch die mangelhafte Verkehrsanbindung sowie die Vorgänge bei der Verpachtung des angebundenen Restaurants Kritikpunkte. Anlässlich eines Besuchs am 3. Juli 2011 sagte Claudia Schmied, Bundesministerin für Unterricht, Kunst und Kultur: „Das Riesenrundgemälde hat jetzt einen idealen Platz bekommen.“ Sie freue sich, dass „das große und nicht unumstrittene Projekt zu einem so guten Abschluss gekommen ist“.